# J1世界巡迴演唱會
J1世界巡迴演唱會（英語：J1 World Tour）是臺灣歌手蔡依林的首輪巡迴演唱會。巡演於2004年8月7日在中國上海虹口足球場開始，並於2006年4月22日在美國爾灣唐納德布倫活動中心結束。巡演歷時一年零九個月，在全球七座城市共舉辦八場。

## 背景

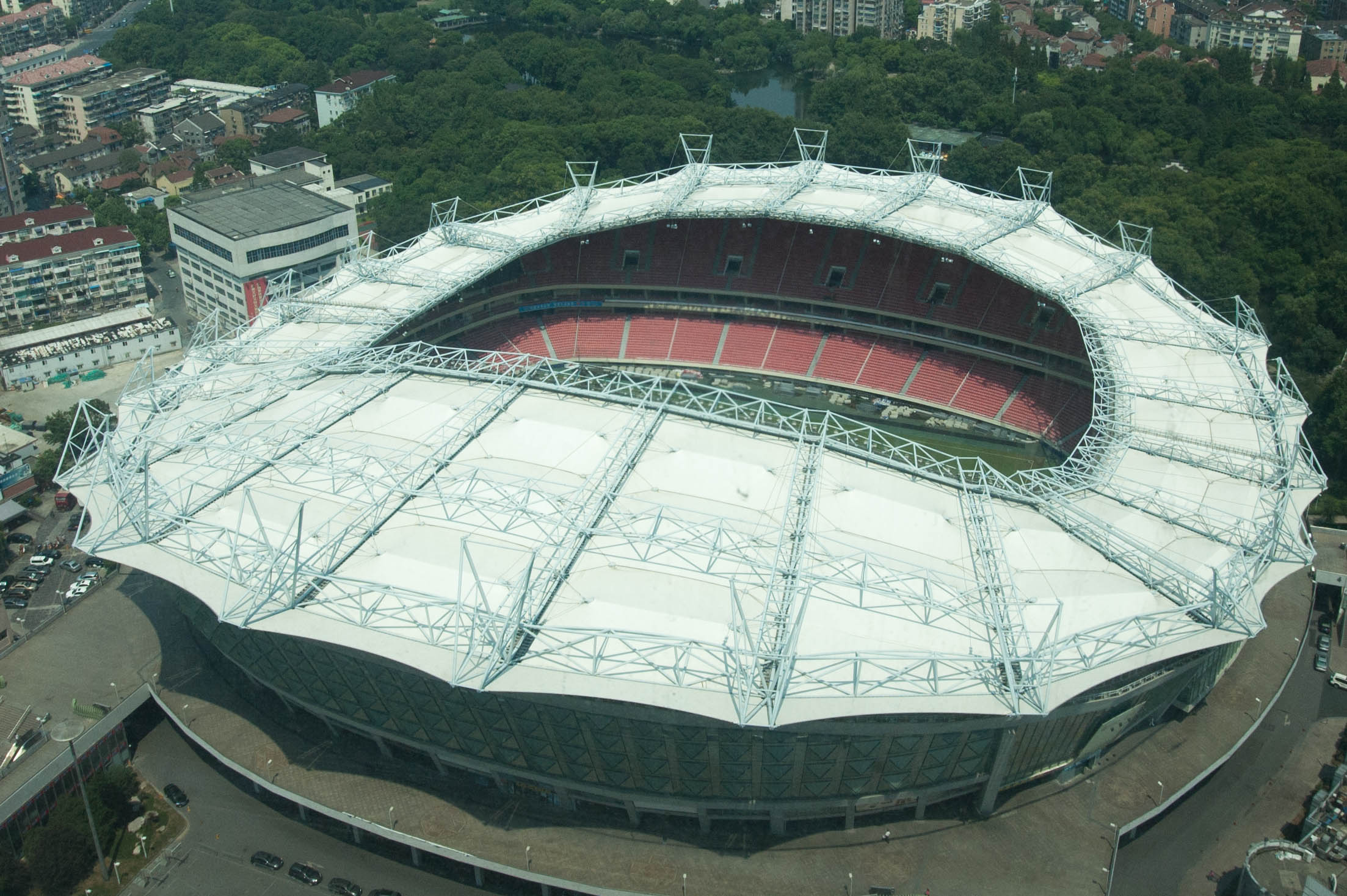
該巡演於中國上海虹口足球場展開。

2004年2月27日，蔡依林發行第六張錄音室專輯《城堡》，並透露將於專輯宣傳期後舉辦巡迴演唱會。同年7月8日，她宣布首輪巡演「J1世界巡迴演唱會」將於8月7日在中國上海虹口足球場展開。蔡依林表示上海為中國國際性大城市，選擇此地為巡演起點，象徵努力進軍國際市場。此外，她解釋巡演名稱「J1」意指首場演唱會，後續演唱會可依序命名為J2、J3、J4等。

## 製作
上海場舞台以「月光寶盒」為概念，道具、服裝及舞群、樂手總投入新臺幣三千萬元。主辦方斥資超過新臺幣五百萬元設計五款大型道具，其中包括港幣三十萬元打造的「巨型水晶吊燈」、港幣22萬元的「LED計算機變色升降機」，可隨歌曲律動變換色彩；「油壓式幻彩貝殼」，可讓蔡依林化身人魚；「高空秋千」，可讓蔡依林蕩至三層樓高；以及可投射動畫和照片至360度球面上的「360度球體電影放映機」。
上海場服裝造型投入港幣四十萬元打造，設計包含「太空公主」、「人魚公主」、「未來戰士」、「熱帶女王」、「舞曲女教主」等，並且每套服裝均為手工縫製。特別的是其中一套「鑽石褲襪」，在薄絲上鑲嵌超過八千顆水鉆。鞋子、髮型和妝容也根據服裝變化，換裝過程繁複。為了完美呈現蔡依林的嗓音，主辦方從美國訂製最新的頭戴式麥克風，精密的收音功能使她的演唱和舞台表現更加成熟自信。
臺北場舞台、硬體、燈光及服裝總投入新臺幣三千萬元，其中百老匯風格的舞台斥資新臺幣1200萬元打造。設計包含十個不同場景，如鋼管歐式立燈、沙發、芭蕾舞扶桿及連身鏡，並設有二百公尺的伸展台，副舞台可升至三層樓高。主舞台配置十組液晶大屏幕、三十組特效和動畫，並搭配燈光音響，總成本超過新臺幣六百萬元。臺北場六套造型投入新臺幣三百萬元，包含融合中東、羅馬及西班牙佛朗明哥風格的水鉆裝、改良女海盜裝、黃白雪紡紗裝、黑色誘惑裝、毛帽藍白紅裝及金色嘻哈裝。
北京場舞台設計為四面台，主題為「鑽石基地」。舞台中央設有巨型水晶吊燈，並可載蔡依林從天而降，還有一個鑽石形狀的旋轉升降台。

## 演出概要
上海場開場時，蔡依林站在水晶燈上演唱〈Prove It〉，身穿水鉆長襪。她化身人魚公主和性感貓女，展示了兩種截然不同的風格。除了演唱新力音樂時期的歌曲，如〈愛情三十六計〉、〈海盜〉、〈假面的告白〉，她還演唱了環球音樂時期的歌曲，並在〈Don't Stop〉和〈我知道你很難過〉時引發全場大合唱。演唱會最終以〈看我72變〉結束。
臺北場在鼓聲中開場，蔡依林身穿水鑽裝在副舞台上以高舉右腿的姿勢緩緩升起，並表演高難度的瑜伽動作。隨後，她穿過伸展台步上主舞台，演唱〈騎士精神〉、〈海盜〉和〈看我72變〉，接著演唱〈始作俑者〉和〈檸檬草的味道〉，並在J形吊燈上升時演唱。當〈Prove It〉演唱時，羅志祥現身共舞。蔡依林接著演唱〈Love Love Love〉，並和舞者做出托舉和翻轉動作。之後，她化身貓女演唱〈乖貓〉，並學貓跳舞。接下來，蔡依林演唱〈愛情三十六計〉、〈爆米花的味道〉、〈招牌動作〉及環球音樂時期的〈Show Your Love〉、〈You Gotta Know〉、〈Don't Stop〉等舞曲。演唱會在〈說愛你〉時進入尾聲，安可環節中，蔡依林演唱〈倒帶〉，並在副歌部分和周杰倫合唱，二人合跳舞蹈，最後合唱〈布拉格廣場〉，為演唱會劃上句點。

## 影音發行
2005年9月13日，新力博德曼宣布該巡演的現場影音專輯將於同月23日發行，並定名為《J1演唱會 影音全記錄》。專輯收錄蔡依林在2004年11月20日於臺灣臺北市中山足球場舉辦的「J1世界巡迴演唱會」現場表演內容及一首新歌〈樂園〉。該專輯為華人歌手首張使用HDTV和杜比數位5.1聲道技術的現場影音專輯。

## 表演曲目
1. 〈Prove It〉
2. 〈愛情三十六計〉
3. 〈就是愛〉
4. 〈消失的城堡〉
5. 〈Love Love Love〉
6. 〈爆米花的味道〉
7. 〈奴隸船〉
8. 〈做一天的你〉
9. 〈好東西〉
10. 〈乖貓〉
11. 〈第一優先〉
12. 〈始作俑者〉
13. 〈假面的告白〉
14. 〈檸檬草的味道〉
15. 〈你還愛我嗎〉
16. 〈你怎麽連話都說不清楚〉
17. 〈我知道你很難過〉
18. 〈Show Your Love〉
19. 〈You Gotta Know〉
20. 〈Don't Stop〉
21. 〈布拉格廣場〉
22. 〈騎士精神〉
23. 〈海盜〉
24. 〈說愛你〉
25. 〈倒帶〉
26. 〈看我72變〉

1. 〈騎士精神〉
2. 〈海盜〉
3. 〈看我72變〉
4. 〈始作俑者〉
5. 〈檸檬草的味道〉
6. 〈就是愛〉
7. 〈Prove It〉
8. 〈Love Love Love〉
9. 〈做一天的你〉
10. 〈奴隸船〉
11. 〈消失的城堡〉
12. 〈我依然是你的情人〉
13. 〈剪愛〉
14. 〈紅豆〉
15. 〈假面的告白〉
16. 〈乖貓〉
17. 〈第一優先〉
18. 〈你還愛我嗎〉
19. 〈你怎麽連話都說不清楚〉
20. 〈什麼樣的愛〉
21. 〈我知道你很難過〉
22. 〈愛情三十六計〉
23. 〈爆米花的味道〉
24. 〈招牌動作〉
25. 〈Show Your Love〉
26. 〈You Gotta Know〉
27. 〈Don't Stop〉
28. 〈說愛你〉
29. 〈倒帶〉
30. 〈布拉格廣場〉
31. 〈倒帶〉(Outro)

1. 〈騎士精神〉
2. 〈海盜〉
3. 〈看我72變〉
4. 〈始作俑者〉
5. 〈檸檬草的味道〉
6. 〈就是愛〉
7. 〈Prove It〉
8. 〈Love Love Love〉
9. 〈天空〉
10. 〈我依然是你的情人〉
11. 〈剪愛〉
12. 〈紅豆〉
13. 〈假面的告白〉
14. 〈乖貓〉
15. 〈睜一隻眼閉一隻眼〉
16. 〈你還愛我嗎〉
17. 〈什麼樣的愛〉
18. 〈我知道你很難過〉
19. 〈野蠻遊戲〉
20. 〈愛情三十六計〉
21. 〈招牌動作〉
22. 〈Show Your Love〉
23. 〈You Gotta Know〉
24. 〈Don't Stop〉
25. 〈說愛你〉
26. 〈倒帶〉
27. 〈布拉格廣場〉
28. 〈倒帶〉(Outro)

- 2004年8月7日上海場，言承旭演唱〈一公尺〉和〈我是真的真的很愛你〉，陳冠希演唱〈I Never Told You〉[11]。
- 2004年11月20日臺北場，羅志祥演唱〈機器娃娃〉，蔡依林和麥當勞叔叔、25位小朋友共同演唱〈他们都是我们的孩子〉，並和周杰倫共同演唱〈倒帶〉和〈布拉格廣場〉[9]。
- 2004年12月4日北京場，吳建豪演唱〈誰讓妳流淚〉和〈寂寞廣場〉[17]。
- 2004年12月11日新加坡場，沈祥龍演唱〈Katrina〉、〈安靜〉、〈所以〉和〈我的煩惱〉，黃義達演唱〈藍天〉、〈匿名的寶貝〉和〈顯微鏡下的愛情〉[18]。
- 2005年5月20日和21日雲頂高原場，羅志祥演唱〈戀愛達人〉和〈機器娃娃〉，蔡依林和羅志祥共同演唱〈倒帶〉和〈布拉格廣場〉[19]。
- 2006年4月22日爾灣場，蔡依林和羅志祥共同演唱〈倒帶〉和〈布拉格廣場〉。

## 場次
| 日期           | 國家/地区 | 城市     | 場館                     | 觀眾人數 | 票房 |
| -------------- | --------- | -------- | ------------------------ | -------- | ---- |
| 2004年8月7日   | 中國      | 上海市   | 虹口足球場               | 30,000   | 未知 |
| 2004年11月20日 | 臺灣      | 臺北市   | 中山足球場               | 40,000   | 未知 |
| 2004年12月4日  | 中國      | 北京市   | 工人體育館               | 未知     | 未知 |
| 2004年12月11日 | 新加坡    | 新加坡   | 新加坡室內體育館         | 未知     | 未知 |
| 2005年5月20日  | 馬來西亞  | 雲頂高原 | 雲頂雲星劇場             | 4,000    | 未知 |
| 2005年5月21日  | 馬來西亞  | 雲頂高原 | 雲頂雲星劇場             | 4,000    | 未知 |
| 2006年4月16日  | 美國      | 大西洋城 | 印度宮殿豪華大賭場體育館 | 未知     | 未知 |
| 2006年4月22日  | 美國      | 爾灣     | 唐納德布倫活動中心       | 5,000    | 未知 |
| 總計           | 總計      | 總計     | 總計                     | 未知     | 未知 |

## 幕後人員
該人員名單摘自該巡演現場影音專輯的片頭和片尾的名單。
- 源活國際娛樂整合行銷股份有限公司—製作
- 陳鎮川—演唱會製作人
- 莊佩禎—演唱會統籌
- 陳彥宏—硬體統籌
- 倪方來—吉他
- 陳任佑—貝斯
- 洪敬堯—鍵盤
- 洪信傑—鍵盤
- 李守信—打擊樂手
- 姜永正—鼓手
- 嚴嘉慶—Programmer
- 李哲藝—豎琴
- 林仁斌—長笛
- E-Turn—DJ
- 黃秀偵—合聲
- 黃麗星—合聲
- 蕭蔓萱—合聲
- 懷生國小合唱團—合唱團
- 楊大緯—錄音工程
- 柯宗佑—錄音工程
- 戴健宇—錄音工程、錄音助理
- 李玲玲—導播
- 胡雅絹—助理導播
- 年代網際事業有限公司—攝影工程
- 異術影音科技—現場影音同步工程
- 葉銘政—現場DV攝影組導演
- 李思廷—現場DV攝影組攝影師
- 陳建良—現場DV攝影組攝影師
- 夏世杰—現場DV攝影組燈光師
- 陳家慶—現場DV攝影組燈光師
- 台灣藝能工程股份有限公司—燈光工程
- 徐國祚—舞台影像視覺總監
- 郭東洲—動畫製作
- 翁沁凱—動畫製作
- 傅強—動畫製作
- 賴泓錩—動畫製作
- 洪正毅—動畫製作
- 傅弘誌—動畫製作
- 林聖儒—動畫製作
- 張惠淳—動畫製作
- 陳泰山—PA Engineer
- 陳君豪—Monitor Engineer
- 陳均墀—Monitor Engineer
- 穩立—音響工程
- 泰昌舞台國際有限公司—舞台
- 東翰演出器材—視訊工程
- 宏益特效有限公司—特效
- 張勝豐—舞蹈編排
- 藍博豪—舞蹈編排
- 陳孫華—造型設計
- 孫蕙美—舞者造型
- 姚純美—化妝
- Dick Lau—髮型
- 胡蕙蘭—美甲造型